# 趙章 (景泰進士)
趙章（1425年—？），字彥達，直隸保定府清苑縣人，軍籍，明朝政治人物。進士出身。

## 生平
順天府鄉試第七十七名。景泰五年（1454年）甲戌科會試第一百七十一名，殿試登進士第三甲第一百七十六名。

## 家族
曾祖趙士温。祖父趙文禮。父亲趙郁，曾任□□□。